# Рослинність Чернігівської області
Рослинність Чернігівської області налічує понад 900 видів судинних рослин, що становить близько 18,4 % від загальної кількості судинних рослин, поширених в Україні. Чернігівщина розташована в двох геоботанічних провінціях — Східноєвропейській широколистяній і Європейсько-Сибірській лісостеповій. На характер рослинного найбільший вплив мають кліматичні умови регіону, а також строкатість і часткова засоленість ґрунтів. 

### Ліси
Лісами зайнято 690,6 тис. га, що становить 21 % загальної території області. Основні лісові масиви знаходяться на півночі області, на правобережжі Десни. У лісах переважають молоді та середньовікові дерева. Середній вік деревостою становить 40 років. Серед порід поширені сосна, дуб, ялина, береза, осика, вільха, липа, клен. Відповідно до характеру ґрунту, підґрунтя й більшої чи меншої вологості можна розрізнити декілька рослинних формацій: бори, субори, діброви, сосняк з чорною бузиною у підліску.

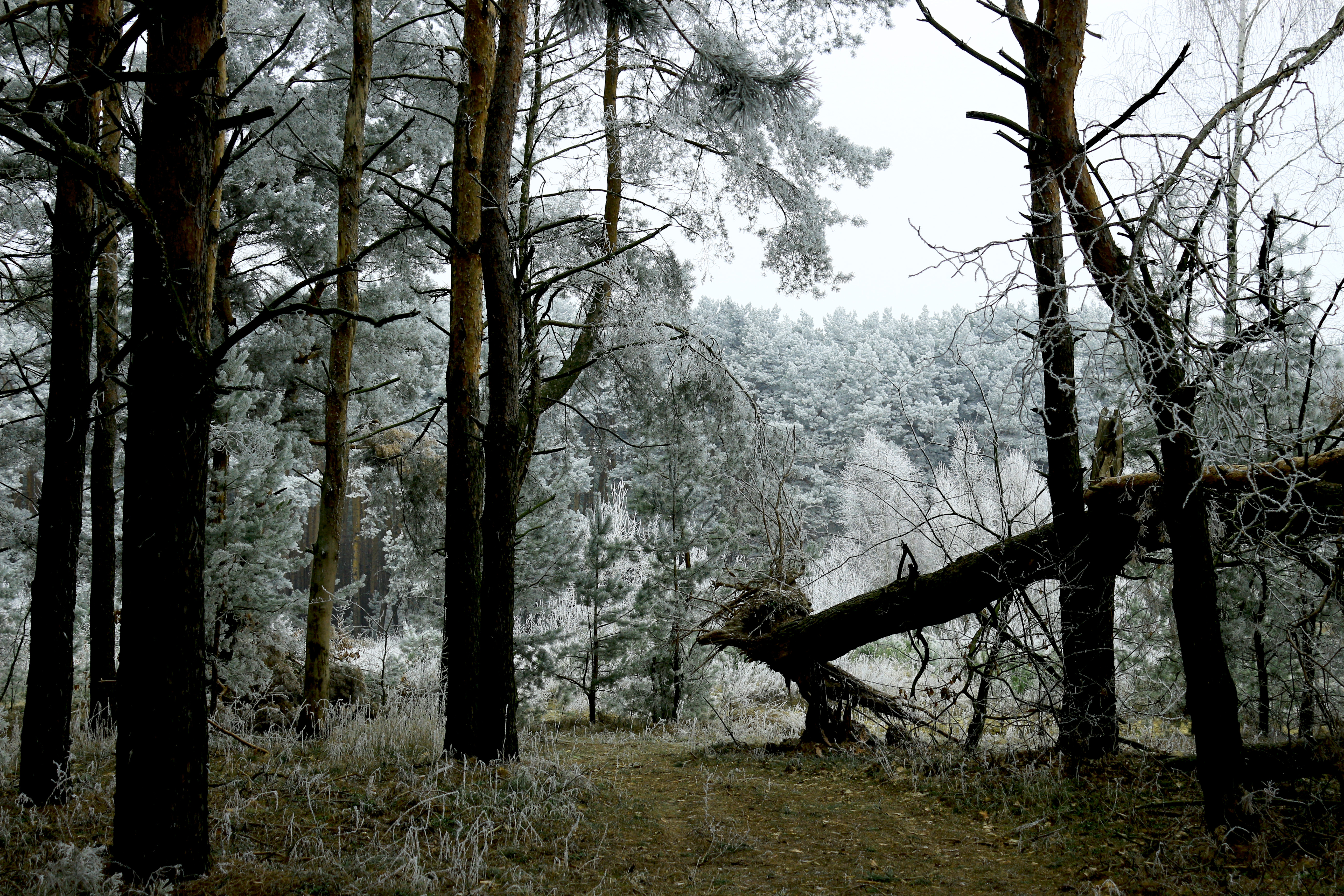
Сосновий ліс

Бори (соснові ліси) формуються на дерново-підзолистих ґрунтах бідних на поживні речовини. Ареал поширення борів на Чернігівщині є лівобережжя Снову (північніше м. Сновськ) та в долині Ревни.

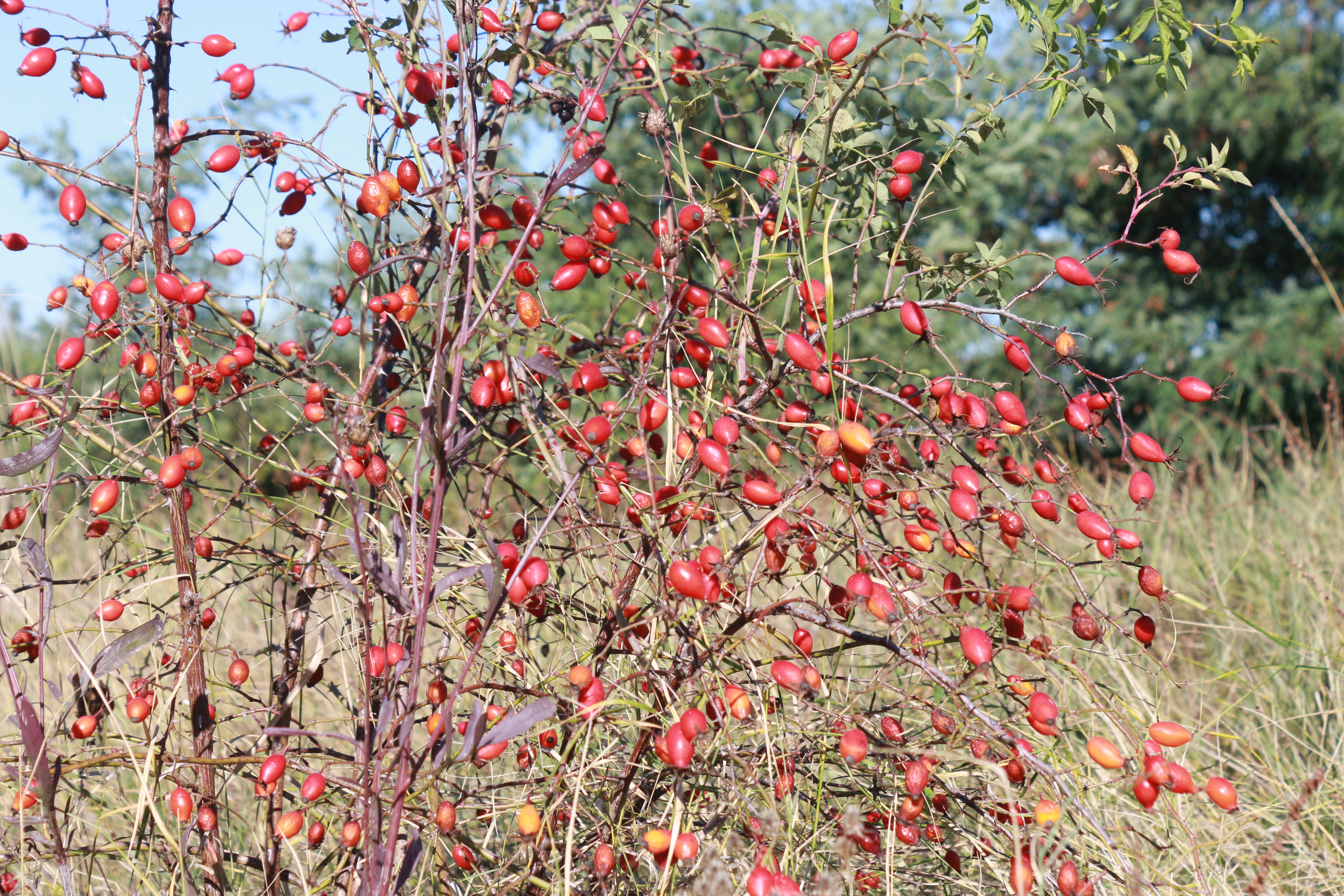
Шипшина звичайна (Rosa canina L.)

Субори (дубово-соснові ліси) найбільш поширені ліси на Чернігівщині. Зростають на більш багатих дерново-підзолистих супіщаних ґрунтах з прошарками суглинків. Найбільші ареали знаходяться в межиріччі Дніпра і Десни, а також Десни і Убеді. Дубово-соснові ліси складаються з двох ярусів. Верхній ярус (25-27 м) утворює сосна звичайна, а нижній ярус (16-18 м) — дуб. Зустрічаються також береза, вільха, осика. В підліску переважають ліщина звичайна, крушина ламка, шипшина та ін.

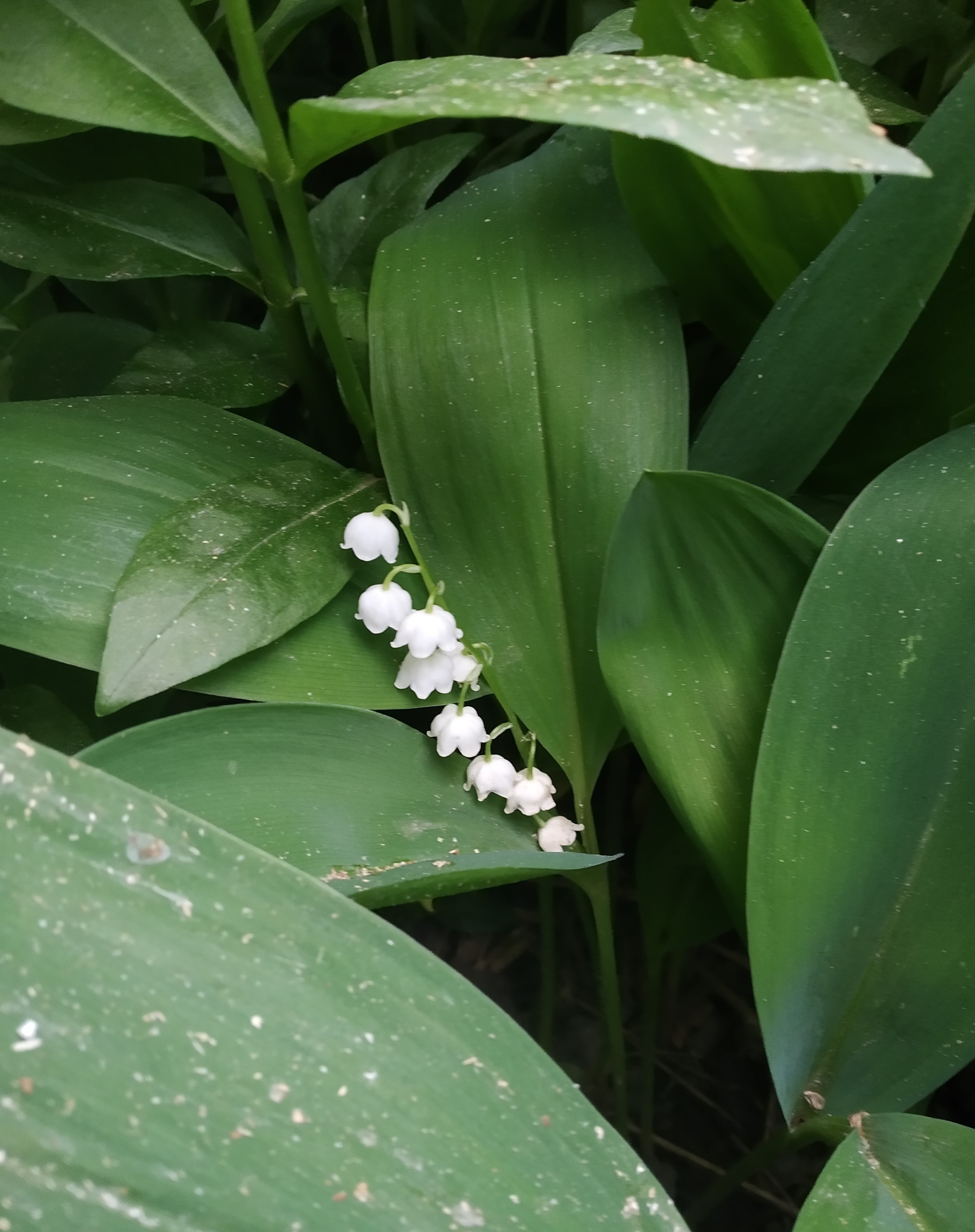
Конвалія звичайна (Convallaria majalis L.)

Діброви (дубові ліси) збереглися лише на окремих ділянках з дерново-підзолистими та сірими лісовими ґрунтами. Переважно в заплавах Десни, Удаю та Лисогору, а також в ярах та балках, якими порізана крайня південно-східна частина області. В підліску цих лісів зустрічаються ліщина звичайна, клен татарський, в травостої — нерідко конвалія.
Зрідка, але зустрічається сосняк з чорною бузиною у підліску. Один з таких масивів утворився поблизу с. Тужар. Виникнення цих лісів пов'язане із збагаченням ґрунту азотом, через велику кількість гнізд сірих чапель і пташиного посліду. Це і стало причиною появи тут у підліску бузини чорної.
Ще рідкіснішим явищем для Чернігівщини є ялинники природного походження. Дві ділянки таких ялинників віком 120—150 років збереглися в Орляківському лісництві. Утворюючи перший ярус, дерева досягають тут висоти ЗО м, а діаметр стовбурів — 40-50 см. Невеликі ділянки старих ялинників зустрічаються також поблизу с. Олешня.
Найменш залісеною є південна частина Чернігівщини. Це пояснюється тим, що насичені солями ґрунтові води знаходяться тут дуже високо і спричинюють засолення ґрунтів, а це є перешкодою для розвитку лісів.

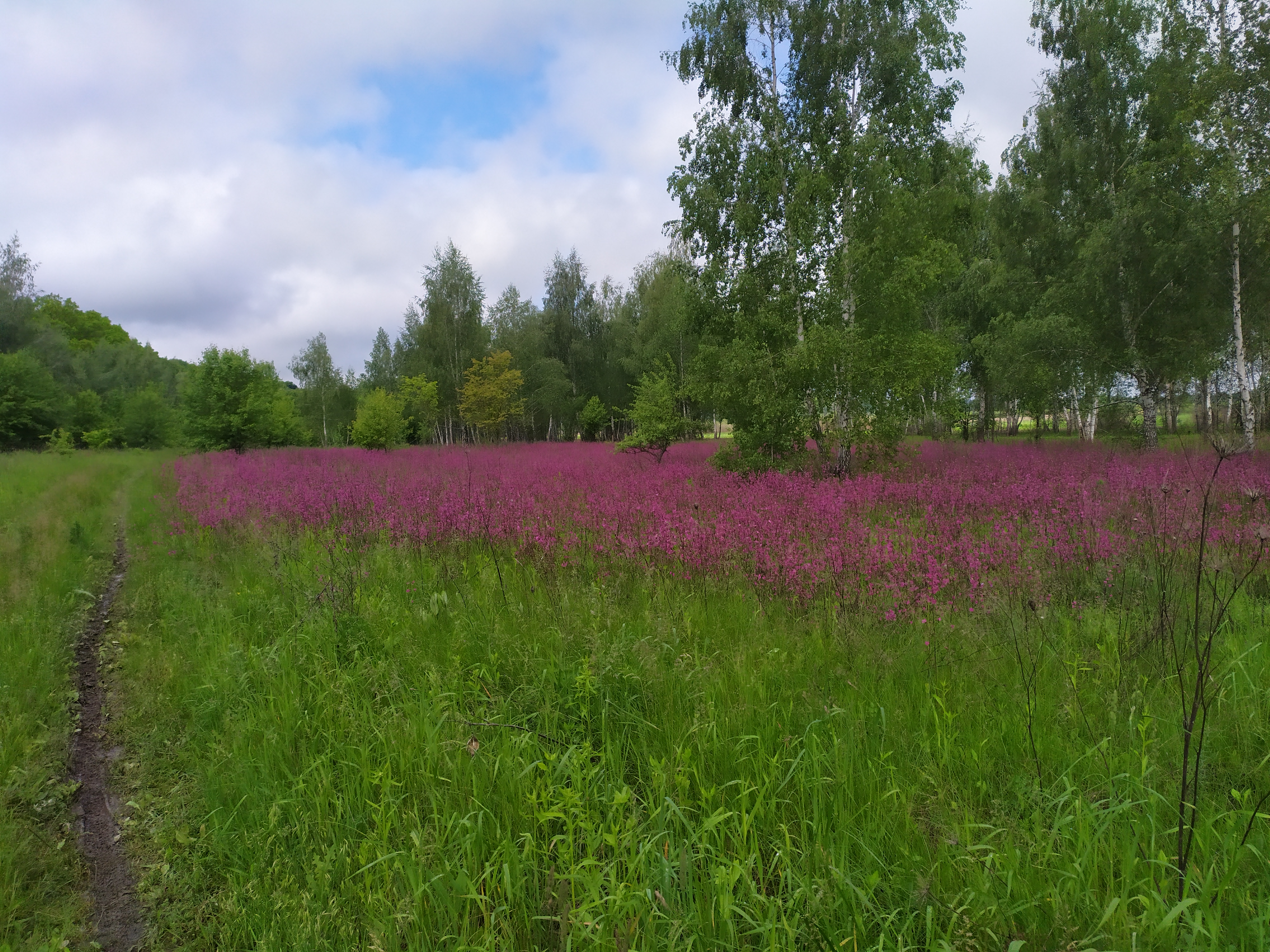
Луки поблизу с. Переволочна

### Луки

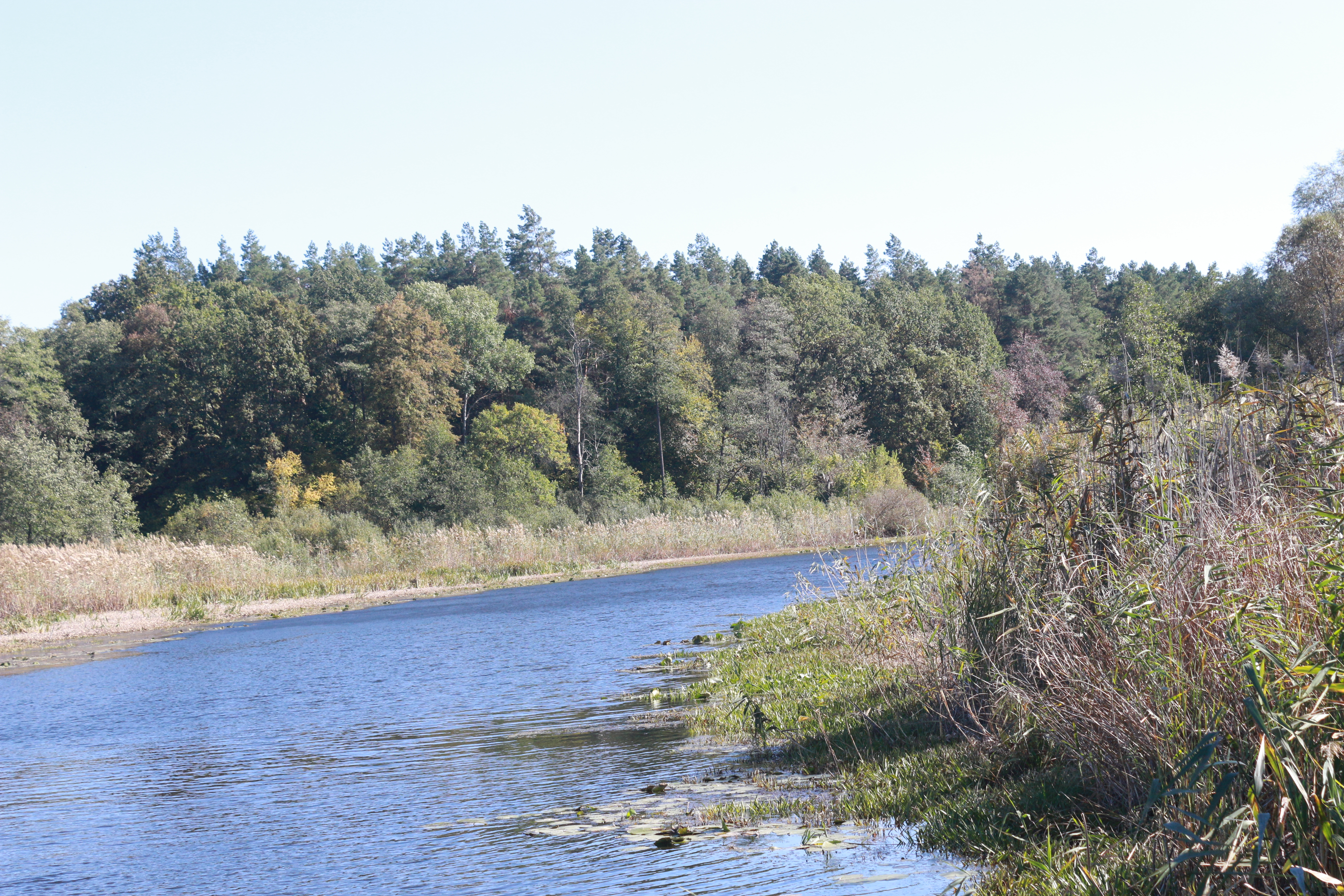
Ліси по берегам р. Удай поблизу Прилук

Луки — це вторинні утворення, які виникли на місці зведених лісів. Загальна площа луків на Чернігівщині сягає більше 365 тис. га. Луками зайнята значна частина території області, особливо заплавах Десни, Остра, Сейму, Снову. Навесні вони майже щорічно заливаються водою на певний час. Ґрунти тут дернові, дерново-лучні й лучні, досить багаті на поживні речовини. В угрупуваннях лучної рослинності переважають справжні та болотисті луки, які характерні для заплав річок Лісостепу. Для рослинного покриву характерним є переважання осоки та злаків. Із складу справжніх лук найкраще представлені дрібнозлакові луки (тонконіг лучний, костриця, тимофіївка та ін.), осоки — рання, заяча, лисяча. Для заплав Десни та Сейму характерні ознаки ксерофітизації та формування ділянок остепнених лук. Злаки й осоки створюють зелений фон, який доповнюється великим різноманіттям лучних квітів.

### Болота та прибережно-водні комплекси

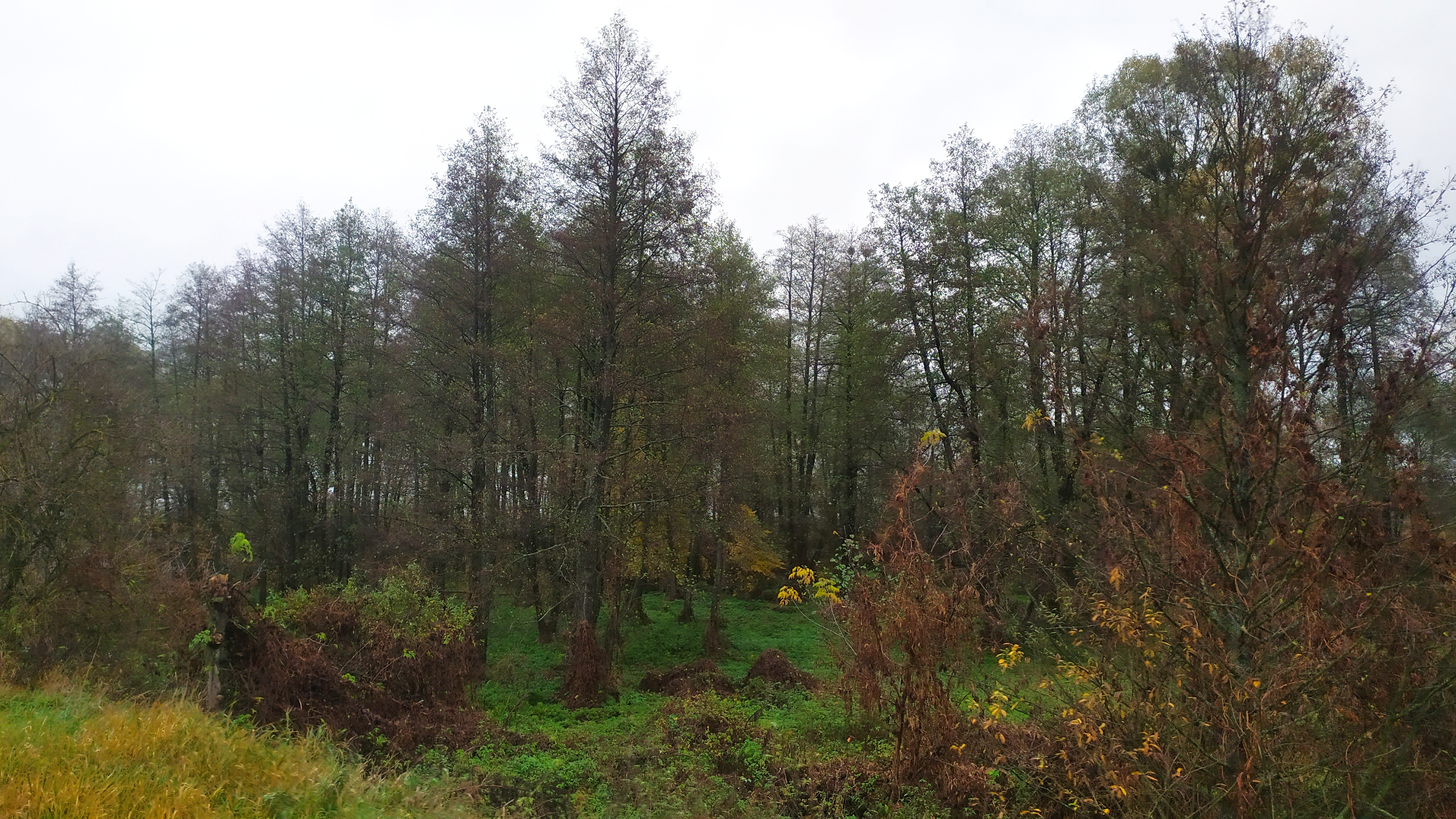
Вільхове болото

Болотні масиви вкриті вологолюбивими рослинами. За характером рослинності в області переважають трав'яні та лісові болота. Більшого поширення набули трав'яні болота, які зустрічаються в північно-західній частині області, а також в південно-східній частині Чернігівщини в заплавах Удаю та Ромену. Рослинний покрив цих боліт представлений рогозом, очеретом, осокою, ситником.
Лісові чорновільхові болота поширені в області значно менше. Окремі масиви цих боліт зустрічаються в заплаві Сейму. Поряд з вологолюбивою трав'янистою рослинністю тут поширена вільха чорна. На відміну від берези та сосни, які на болотах мають бідні форми, вільха навпаки, тільки на болотах досягає своїх максимальних розмірів (22-24 м). Основним пристосуванням до життя в болотних умовах у вільхи є своєрідна будова кореневої системи: коріння піднімає стовбур досить високо над рівнем води (до 1 м) і утворює в своїх сплетіннях, заповнених мулом чи торфом, так званий п'єдестал. Деякі рослини боліт використовуються як кормові, інші — для господарських потреб населення.

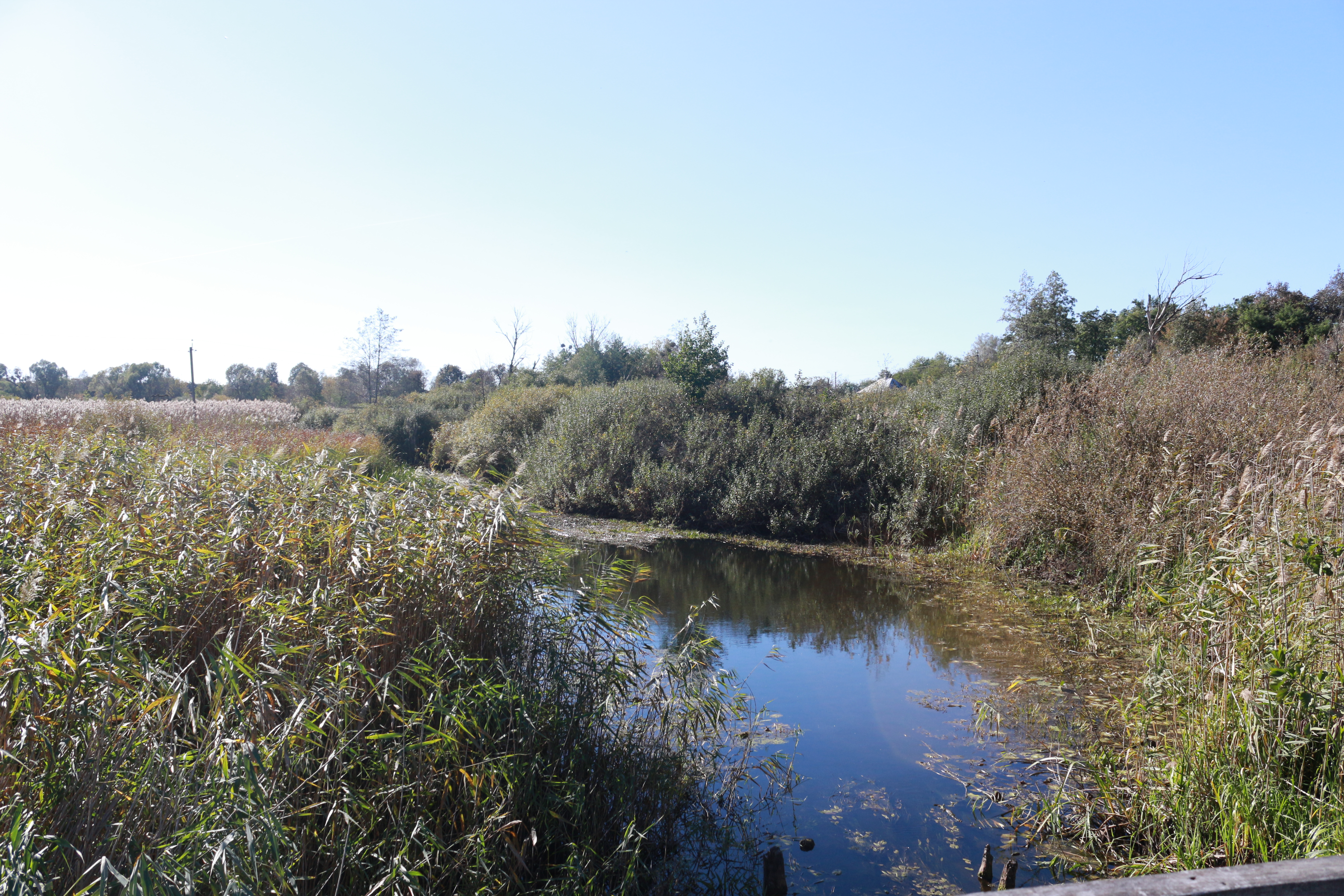
Прибережно-водна рослинність р. Удау

Водні та прибережно-водні ценози досить поширені на Чернігівщині, у зв'язку з значною обводненістю регіону. Вони приурочені до русел Дніпра, Десни, Сейму, Удаю, їх приток, заток, заплавних озер та стариць. У складі водної рослинності домінують ценози з глечиків жовтих та куширу зануреного, а прибережно-водної рослинності осокові та рогозові угруповання.

### Культурні рослини та ліси
Культурні рослини та ліси, насаджені людиною, значно переважають над дикорослою рослинністю. Загалом природна рослинність Чернігівщини в природному стані збереглися лише приблизно на 1/3 її території, переважно в поліській частині.
З реліктових рослин зберігся міжльодовиковий реліктовий вид — страусове перо звичайне, який зустрічається в лісах на дні глибоких ярів Новгород- Сіверського Полісся.

## Рідкісні види рослин
Багато рослин Чернігівщини віднесені до рідкісних та дуже рідкісних видів.
Перелік регіонально рідкісних видів судинних видів Чернігівської області
| Аденофора лілієцвіта (Adenophora lilifolia (L.) A. DC.)                       |
| Айстра степова (Aster amellus L.)                                             |
| Аконіт шерстистовустий (Aconitum lasiostomum Reichenb.)                       |
| Андромеда багатолиста (Andromeda polifolia L.)                                |
| Анемона дібровна (Anemone nemorosa L.)                                        |
| Анемона лісова (Anemone sylvestris L.)                                        |
| Багатоніжка звичайна (Polypodium vulgare L.)                                  |
| Багаторядник Брауна (Polystichum braunii (Spenn.) Fee)                        |
| Багаторядник шипуватий (Polystichum aculeatum (L.) Roth)                      |
| Багно звичайне (Ledum palustre L.)                                            |
| Барвінок малий (Vinca minor L.)                                               |
| Білозір болотний (Pamassiapalustris L.)                                       |
| Бобівник трилистий (Menyanthes trifoliata L.)                                 |
| Валеріана висока (Valeriana exaltata Mikan)                                   |
| Верба Виноградова (Salix vinogradovii A. Skvorts.)                            |
| Верба мирзинолиста (Salix myrsinifolia Salisb.)                               |
| Вишня степова (Cerasus fruticosa (Pall.) Woronow)                             |
| Вільха сіра (Alnus incana (L.) Moench)                                        |
| Вовчі ягоди звичайні (Daphne mesereum L.)                                     |
| Водяна сосонка ланцетолиста (Hippuris lanceolata Retz.)                       |
| Волошка сумська (Centaurea sumensis Kalen.)                                   |
| Вольфія безкоренева (Wolffia arrhiza (L.) Horkel ex Wimm.)                    |
| Вужачка звичайна (Ophyglossum vulgatum L.)                                    |
| Гвоздика несправжньорозчепірена (Dianthuspseudosquarrosus (Novak) Klok.)      |
| Гвоздика стиснуточашечкова (Dianthus stenocalyx Jus.)                         |
| Гвоздика Фішера (Dianthus fischeri Spreng.)                                   |
| Голокучник дубовий (Gymnocarpium dryopteris (L.) Newm.)                       |
| Грушанка зеленоцвіта (Pirola chlorantha Sw.)                                  |
| Грушанка мала (Pyrola minor L.)                                               |
| Дзвоники болонські (Campanula bononiensis L.)                                 |
| Дзвоники оленячі (Campanula cervicaria L.)                                    |
| Дзвоники персиколисті (Campanulapersicifolia L.)                              |
| Дзвоники широколисті (Campanula latifoliaC.')                                 |
| Дрік германський (Genista germanica L.)                                       |
| Журавлина болотна (Oxycoccuspalustris Pers.)                                  |
| Залізняк бульбистий (Phlomis tuberosaL.)                                      |
| Звіробій гірський (Hypericum montanum L.)                                     |
| 3имолюбка зонтична (Chimaphila umbellata (L.) W. Barton)                      |
| Золототисячник гарний (Centauriumpulchellum (Sw.) Druce)                      |
| Золототисячник звичайний (Centaurium erythraea Rafn.)                         |
| 3убниця бульбиста (Dentaria bulbifera L.)                                     |
| 3убниця п'ятилиста (Dentaria quinquefolia Bieb.)                              |
| Еремогоне скельна (Eremogone saxatilis (L.) Ikonn.)                           |
| Їжача голівка мала (Sparganium minimum Wallr.)                                |
| Козельці українські (Tragopogon ucrainicus Artemcz.)                          |
| Кропива київська (Urtica kioviensis Rogov.)                                   |
| Купальниця європейська (Trollius europaeus L.)                                |
| Латаття біле (Nymphaea alba J. et C. Presl)                                   |
| Латаття сніжно-біле (Nymphaea candida J. et C. Presl)                         |
| Льон жовтий (Linum flavum L.)                                                 |
| Льонолисник льонолисний (Thesium linifolium L.)                               |
| Маточник болотний (Ostericum palustre (Bess.) Bess.)                          |
| Медунка вузьколиста (Pulmonaria angustifolia L.)                              |
| Медунка м'яка (Pulmonaria mollis Wulf, ex Homem.)                             |
| Молодило руське (Sempervivum ruthenicum Schnittsp. et С. B. Lehm.)            |
| Мучниця звичайна (Arctostaphylos uva-ursi (L.) Spreng.)                       |
| Наперстянка великоцвіта (Digitalis grandiflora Mill.)                         |
| Образки болотні (Callapalustris L.)                                           |
| Оман високий (Inula helenium L.)                                              |
| Орлики звичайні (Aquilegia vulgaris L.)                                       |
| Орляк звичайний (Pteridium aquilinum (L.) Kuhn.)                              |
| Осока багнова (Carex limosa L.)                                               |
| Осока Гартмана (Carex hartmanii Cajand.)                                      |
| Осока гірська (Carex montana L.)                                              |
| Осока дворядна (Carex disticha Huds.)                                         |
| Осока ситничковидна (Carex juncella (Fries.) Th. Fries.)                      |
| Осока трясучковидна (Carex brizoides L.)                                      |
| Очиток пурпуровий (Sedumpurpureum (L.) Schult.)                               |
| Очиток шестирядний (Sedum sexangulare L.)                                     |
| Первоцвіт весняний (Primula veris L.)                                         |
| Перстач білий (Potentilla alba L.)                                            |
| Печіночниця звичайна (Hepatica nobilis Mill.)                                 |
| Півники угорські (Iris hungarica Waldst. et Kit.)                             |
| Проліска дволиста (Scilla bifolia L.)                                         |
| Проліска сибірська (Scilla sibirica Haw.)                                     |
| Пухирник звичайний (Utricularia vulgaris L.)                                  |
| Пухирник ломкий (Cystopteris fragilis (L.) Bemh.)                             |
| Пухівка піхвова (Eriophorum vaginatum L.)                                     |
| Рдесник альпійський (Potamogeton alpinus Balb.)                               |
| Росичка круглолиста (Drosera rotundifolia L.)                                 |
| Ряска горбата (Lemna gibba L.)                                                |
| Ряст Маршалла (Corydalis marschalliana Pers.)                                 |
| Ряст проміжний (Corydalis intermedia (L.) Merat)                              |
| Синюха голуба (Polemonium caeruleum L.)                                       |
| Скорзонера пурпурова (Scorzonera purpurea L.)                                 |
| Слива колюча (терен) (Prunus spinosa L.)                                      |
| Смовдь оленяча (Peucedanum cervaria (L.) Lapeyr)                              |
| Сонцецвіт яйцевидний (Helianthemum ovatum (Viv.) Dun.)                        |
| Страусове перо звичайне {Matteuccia struthiopteris (L.) Tod.)                 |
| Суниці мускусні (Fragaria moschata Duch.)                                     |
| Суховершки великоквіткові (Prunella grandiflora (L.) Scholl.)                 |
| Тирлич звичайний (Gentiana pneumonanthe L.)                                   |
| Тирлич хрещатий (Gentiana cruciata L.)                                        |
| Тростяниця кострицевидна (Scolochloa festucacea (Willd.) Link.)               |
| Фегоптерис з'єднуючий (Phegopteris connectilis (Michx.) Watt)                 |
| Фіалка багнова (Viola uliginosa Bess.)                                        |
| Фіалка ставкова (Viola stagnina Kit.)                                         |
| Хвощ зимуючий (Equisetum hyemale L.)                                          |
| Чемериця чорна (Veratrum nigrum L.)                                           |
| Шолудивник Кауфмана (Pedicular is kaufmannii Pinzg.)                          |
| Щавель український (Rumex ucrainicus Fisch, ex Spreng.)                       |
| Щитник австрійський (Dryopteris austriaca (Jacg.) Woynar ex Schinz et Thell.) |
| Щитник гребенястий (Dryopteris cristata (L.) A. Gray.)                        |
| Юринея волошковидна (Jurinea cyanoides L.)                                    |
| Яловець звичайний (Juniperus communis L.)                                     |

Перелік видів рослин, що підлягають особливій охороні на території області (станом на 01.01.2021 року)
| Назва виду (звичайна і наукова)                                      | Червона книга України | Бернська конвенція | CITES | Європейський червоний список | МСОП |
| Альдрованда пухирчаста — Aldrovanda vesiculosa                       | +                     |                    |       |                              |      |
| Астрагал піщаний — Astragalus arenarius                              | +                     |                    |       |                              |      |
| Астрагал шерстистоквітковий — Astragalus dasyanthus                  | +                     |                    |       | +                            | +    |
| Баранець звичайний — Hupersia selago                                 | +                     |                    |       |                              |      |
| Береза низька — Betula humilis                                       | +                     |                    |       |                              |      |
| Билинець довгоногий — Gymnadenia conopsea                            | +                     |                    | +     |                              |      |
| Билинець найзапашніший — Gymnadenia odoratissima                     | +                     |                    | +     |                              |      |
| Борідник паростковий — Jovibarba sobolifera                          | +                     |                    |       |                              |      |
| Бровник однобульбовий — Herminium monorchis                          | +                     |                    | +     |                              |      |
| Булатка довголиста — Cephalanthera longifolia                        | +                     |                    |       |                              |      |
| Булатка червона — Cephalanthera rubra                                | +                     |                    |       |                              |      |
| Верба лапландська — Salix lapponum                                   | +                     |                    |       |                              |      |
| Верба Старке — Salix starkeana                                       | +                     |                    |       |                              |      |
| Верба чорнична — Salix myrtilloides                                  | +                     |                    |       |                              |      |
| Водяний горіх плаваючий — Trapa natans                               | +                     | +                  |       |                              |      |
| Герицій коралоподібний — Hericium coralloides                        | +                     |                    |       |                              |      |
| Глевчак однолистий — Malaxis monophyllos                             | +                     |                    | +     |                              |      |
| Гніздівка звичайна — Neottia nidus-avis                              | +                     |                    | +     |                              |      |
| Горицвіт весняний — Adonis vernalis                                  | +                     |                    | +     |                              |      |
| Гронянка багатороздільна — Botrychium multifidum                     | +                     | +                  |       |                              |      |
| Гронянка віргінська — Botrychium virginianum                         | +                     |                    |       |                              |      |
| Гронянка півмісяцева — Botrychium lunaria                            | +                     |                    |       |                              |      |
| Гудієра повзуча — Goodyera repens                                    | +                     |                    | +     |                              |      |
| Діфазіаструм сплюснутий — Diphasiastrum complanatum                  | +                     |                    |       |                              |      |
| Діфазіаструм Цайллера — Diphasiastrum zeileri                        | +                     |                    |       |                              |      |
| Жировик Льозеля — Liparis loeselii                                   | +                     | +                  | +     |                              |      |
| Змієголовник Рюйша — Dracocephalum ruyschiana                        | +                     | +                  |       |                              |      |
| Зозулинець болотний — Orchis palustris                               | +                     |                    | +     |                              |      |
| Зозулинець блощичний — Orchis coriophora                             | +                     |                    | +     |                              |      |
| Зозулинець жилкуватий — Orchis nervulosa                             | +                     |                    |       |                              |      |
| Зозулинець рідкоквітковий — Orchis laxiflora                         | +                     |                    | +     |                              |      |
| Зозулинець шоломоносний — Orchis militaris                           | +                     |                    |       |                              |      |
| Зозулинець салеповий — Orchis morio                                  | +                     |                    |       |                              |      |
| Зозулині сльози яйцевидні — Listera ovata                            | +                     |                    | +     |                              |      |
| Зозулині черевички справжні — Cypripedium calceolus                  | +                     | +                  |       |                              |      |
| Кальдезія білозоролиста — Caldesia parnassifolia                     | +                     |                    |       |                              |      |
| Ковила волосиста — Stipa capillata                                   | +                     |                    |       |                              |      |
| Ковила відокремлена — Stipa disjunsta                                | +                     |                    |       |                              |      |
| Ковила дніпровська — Stipa borysthenica                              | +                     |                    |       |                              |      |
| Козельці українські — Tragopogon ucrainicus                          |                       |                    |       | +                            |      |
| Коручка болотна — Epipactis palustris                                | +                     |                    | +     |                              |      |
| Коручка темно-червона — Epipactis atrorubens                         | +                     |                    | +     |                              |      |
| Коручка чемерниковидна — Epipactis helleborine                       | +                     |                    | +     |                              |      |
| Косарики болотні — Gladiolus palustris                               | +                     |                    |       |                              | +    |
| Косарики тонкі — Gladiolus tenuis                                    | +                     |                    |       |                              |      |
| Косарики черепитчасті — Gladiolus imbricatus                         | +                     |                    |       |                              |      |
| Ломикамінь болотний — Saxifraga hirculus                             | +                     |                    |       |                              |      |
| Лілія лісова — Lilium martagon                                       | +                     |                    |       |                              |      |
| Любка дволиста — Platanthera bifolia                                 | +                     |                    | +     |                              |      |
| Любка зеленоквіткова — Platanthera chlorantha                        | +                     |                    | +     |                              |      |
| Маточник (дудник) болотний — Ostericum palustre                      |                       | +                  |       |                              |      |
| Мутин собачий — Mutinus caninus                                      | +                     |                    |       |                              |      |
| Осока дводомна — Carex dioica                                        | +                     |                    |       |                              |      |
| Осака житня — Carex secalina                                         | +                     |                    |       |                              |      |
| Осока затінкова — Carex umbrosa                                      | +                     |                    |       |                              |      |
| Осока тонкокореневищна — Carex chordorrhiza                          | +                     |                    |       |                              |      |
| Пальчатокорінник бузиновий — Dactylorhiza sambucina                  | +                     |                    | +     |                              |      |
| Пальчатокорінник м'ясочервоний –Dactylorhiza incarnata               | +                     |                    | +     |                              |      |
| Пальчатокорінник плямистий — Dactylorhiza maculata                   | +                     |                    | +     |                              |      |
| Пальчатокорінник травневий — Dactylorhiza majalis                    | +                     |                    | +     |                              |      |
| Пальчатокорінник траунштейнера — Dactylorhiza traunsteineri          | +                     |                    | +     |                              |      |
| Пальчатокорінник Фукса — Dactylorhiza fuchsii                        | +                     |                    | +     |                              |      |
| Півники борові — Iris pineticola                                     | +                     |                    |       |                              |      |
| Півники сибірські — Iris sibirica                                    | +                     |                    |       |                              |      |
| Підсніжник білосніжний — Galanthus nivalis                           | +                     |                    | +     |                              |      |
| Плавун щитолистий — Nymphoides peltata                               | +                     |                    |       |                              |      |
| Плаун колючий — Lycopodium annotinum                                 | +                     |                    |       |                              |      |
| Плаунець заплавний — Lycopodium inundata                             | +                     |                    |       |                              |      |
| Пухирник малий — Utricularia minor                                   | +                     |                    |       |                              |      |
| Пухирник середній — Utricularia intermedia                           | +                     |                    |       |                              |      |
| Росичка англійська — Drosera longifolia                              | +                     |                    |       |                              |      |
| Росичка середня — Drosera intermedia                                 | +                     |                    |       |                              |      |
| Рябчик руський — Fritillaria ruthenica                               | +                     |                    |       |                              |      |
| Сальвінія плаваюча — Salvinia natans                                 | +                     | +                  |       |                              |      |
| Ситняг сосочкоподібний — Eleocharis mamillata                        | +                     |                    |       |                              |      |
| Смілка литовська — Silene lithuanica                                 | +                     |                    |       | +                            |      |
| Сон чорніючий — Pulsatilla nigricans                                 | +                     |                    |       |                              |      |
| Сон широколистий — Pulsatilla patens                                 | +                     |                    |       |                              |      |
| Тофільдія чашечкова — Tofieldia calyculata                           | +                     |                    |       |                              |      |
| Цибуля ведмежа — Allium ursinum                                      | +                     |                    |       |                              |      |
| Шафран сітчастий — Crocus reticulates                                | +                     |                    |       |                              |      |
| Шолудивник високий — Pedicularis exaltata                            | +                     |                    |       | +                            |      |
| Шолудивник королівський — Pedicularis sceptrum-carolinum             | +                     |                    |       |                              |      |
| Шейхцерія болотна — Scheuchzeria palustris                           | +                     |                    |       |                              |      |
| Щавель український — Rumex ucrainicus                                |                       |                    |       | +                            |      |
| Юринея волошковидна (Ю. несправжньоволошковидна) — Jurinea cyanoides |                       | +                  |       |                              |      |
| Усього                                                               | 84                    | 8                  | 24    | 5                            | 2    |